# Пускуярви
Пускуярви — озеро на территории Коверского сельского поселения Олонецкого района Республики Карелия.

## Общие сведения
Площадь озера — 3,7 км², площадь водосборного бассейна — 47,6 км². Располагается на высоте 54,4 метров над уровнем моря.
Форма озера лопастная, немного вытянутая с севера на юг. Берега каменисто-песчаные, местами заболоченные.
С южной стороны озера вытекает ручей Пускуоя, впадающий в озеро Ирзиярви, из которого берёт начало река Гушкалка, приток Тулоксы.
На юго-востоке озера расположен один небольшой остров без названия.
Населённые пункты возле озера отсутствуют. Ближайший — посёлок деревня Нинисельга — расположен в 4,5 км к юго-востоку от озера (от Нинисельги к озеру ведёт лесная дорога к нежилой деревне Пускусельга).
Код объекта в государственном водном реестре — 01040300211102000014602.